# 1-ша мотопіхотна бригада «Молдова»
1-ша мотострілкова бригада «Молдова» — військова частина в складі Сухопутних військ Національної армії Республіки Молдова, розташована в місті Бельці. Бригада була сформована з колишніх радянських частин, що дислокувалися в Бельцах і Флорештах, і стала першим підрозділом Національної армії, який прийняв присягу на вірність Республіці Молдова та її народові 10 квітня 1992 року.
1-ша мотострілкова бригада брала участь у бойових діях у Придністров'ї в 1992 році, ставши одним з перших підрозділів, що вступили в бойові дії під час Придністровського конфлікту. Назва «Молдова» була присвоєна в серпні 1993 року наказом міністра оборони. 11 серпня указом Президента особовий склад частини був нагороджений Бойовим Знаменем.